# Litra
Pour les articles homonymes, voir Litra (homonymie).

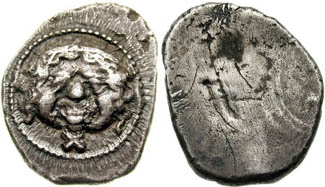
Pièce de 10 [X] litrae, Populonia.

La litra est un terme générique désignant une mesure de métaux précieux d'argent de la Grèce antique valant 1 unité équivalente à 0,2 drachme. Elle est émise en de très nombreux types par les différentes cités et colonies grecques et utilisée jusqu'à la domination romaine.
Dans les apocryphes du Nouveau Testament (Actes de Thomas), Jésus vend Thomas à un marchand indien « Pour trois litrae d'argent non estampillés, et écrivit un acte de vente, en disant : Moi, Jésus, le fils de Joseph le charpentier, reconnais avoir vendu mon esclave, du nom de Judas à toi Abbanes, marchand de Gundaphorus, roi des Indiens. »
L'argent non estampillé était en lingot et avait une valeur de 3 litrae. Les pièces helléniques et autres pièces d'argent de l'époque étaient en circulation dans diverses régions d'Asie et de Méditerranée, et parfois au-delà ; par exemple le musée archéologique de Feurs (Loire) possède une litra trouvée sur le site de Forum Segusiavorum, le Feurs antique.